# Plaine du Pô
Pour un article plus général, voir Pô.
 (juillet 2022).
Si vous disposez d'ouvrages ou d'articles de référence ou si vous connaissez des sites web de qualité traitant du thème abordé ici, merci de compléter l'article en donnant les références utiles à sa vérifiabilité et en les liant à la section « Notes et références ».

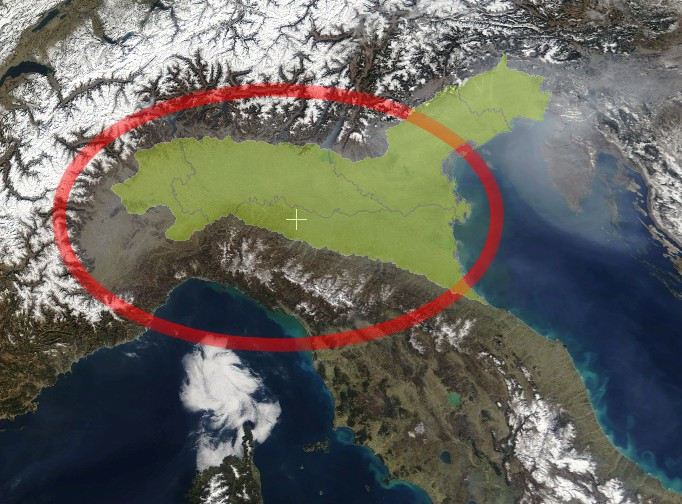
La plaine du Pô est la zone en vert à l'intérieur de l'ellipse rouge.

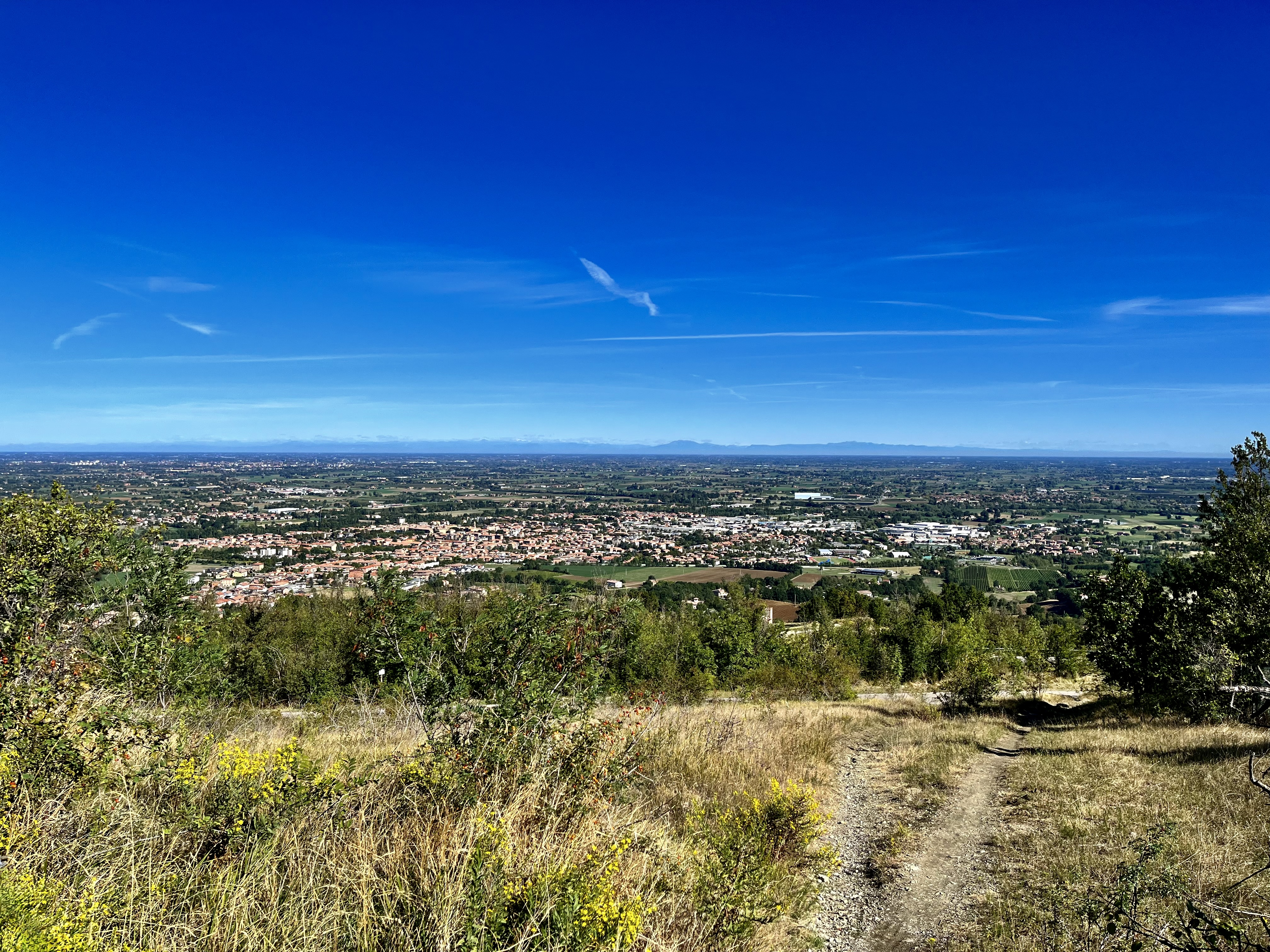
Vue de la plaine du Pô par Scandiano.

La plaine du Pô, plaine padane ou basse plaine, est une région naturelle située en Italie septentrionale. C'est une plaine alluviale bordée de collines, rendue particulièrement fertile par la présence du fleuve Pô et de ses multiples affluents. Le Pô se termine par un delta en mer Adriatique.

## Toponymie

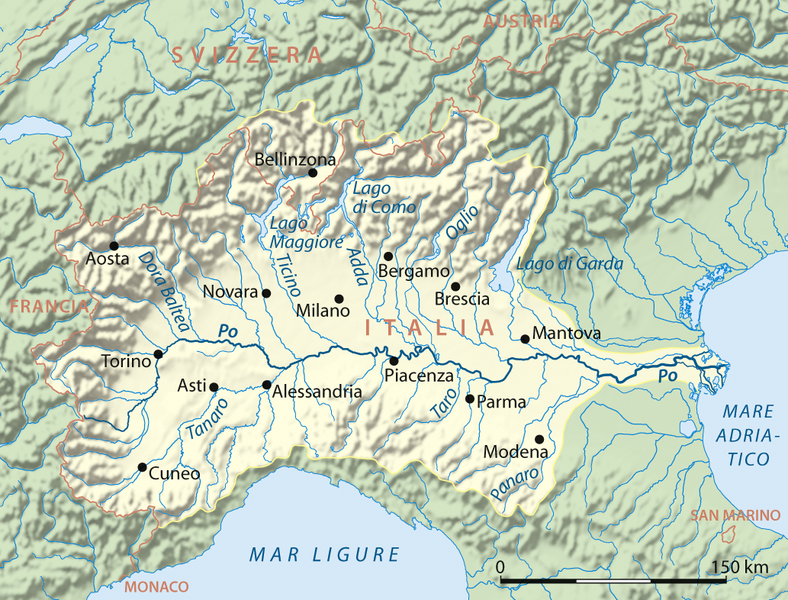
Bassin de drainage du Pô avec ses nombreux affluents, qui recouvre la majeure partie de la plaine du même nom.

Le toponyme « plaine du Pô » (Val Padana ou Pianura Padana ou Pianura del Pò en italien), désigne une région géographique de l'Italie septentrionale qui comprend la plus grande partie du bassin hydrographique du fleuve Pô et s'étend en outre sur les bassins inférieurs de l'Adige, de la Brenta, du Piave et du Tagliamento au Nord-Est, du Reno et du Lamone au Sud-Est. Elle couvre les zones basses des régions administratives du Piémont, de Lombardie, d'Émilie-Romagne, de Vénétie et de Frioul-Vénétie Julienne. Elle est aussi désignée comme « plaine padane » ou « basse plaine ».
La « plaine du Pô » est à différencier du « bassin du Pô » qui, lui, comprend les zones montagneuses des Alpes italiennes avec les régions autonomes du Val d'Aoste et du Trentin-Haut-Adige ainsi que le canton suisse du Tessin et le versant nord des Apennins.

## Données générales
Sa superficie, près de 90 000 km2, s’étend sur un tiers environ (33,5 %) du territoire national, comprend 36 provinces, 3 674 communes et 4 régions : Piémont, Lombardie, Vénétie, Émilie-Romagne.
- Superficie : 89 775 km2
- Résidents : 22 250 000 (2006)

| Régions        | Habitants (millions) | Surface (km²) | Densité (hab/km²) | Montagne (%) | Colline (%) | Plaine (%) | Provinces (nombre) | Communes (nombre) |
| -------------- | -------------------- | ------------- | ----------------- | ------------ | ----------- | ---------- | ------------------ | ----------------- |
| Piémont        | 4,489                | 25 399        | 174               | 43,3         | 30,3        | 26,4       | 8                  | 1 206             |
| Lombardie      | 9,450                | 23 861        | 396               | 40,5         | 12,4        | 47,1       | 12                 | 1 546             |
| Vénétie        | 4,528                | 18 391        | 246               | 29,1         | 14,5        | 56,4       | 7                  | 581               |
| Émilie-Romagne | 4,383                | 22 124        | 194               | 25,1         | 27,1        | 47,8       | 9                  | 341               |

## Géographie et climat

### Géographie
La plaine du Pô est une vaste plaine du Nord de l’Italie. Elle s'étend des Alpes occidentales jusqu'à la mer Adriatique. On y trouve les grandes villes de Turin (limite Ouest), Milan, Pavie, Parme, Modène, Rovereto (limite Nord), Vérone, Bologne, Padoue, Ravenne, Rimini (limite Sud), Venise, Vicence, Trévise, Udine et entre autres Trieste (limite Est) qui peut également être considérée comme étant une ville des Balkans.

### Climat et végétation

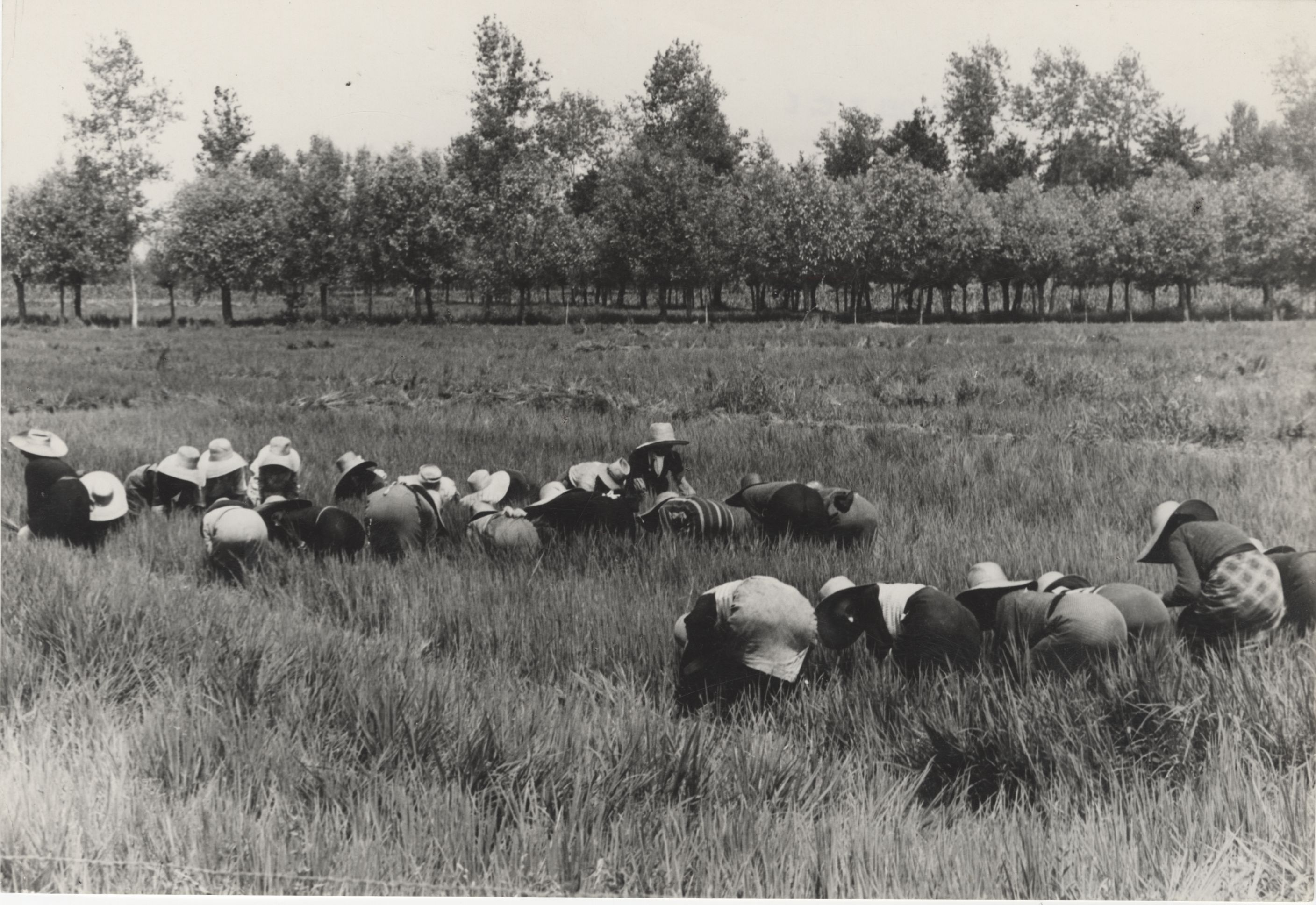
Repiquage du riz dans la province de Verceil en 1953.

Située entre les Alpes et le bassin méditerranéen, la plaine du Pô est sujette à un climat subtropical humide à été chaud, codé « Cfa » selon la classification de Köppen avec des caractéristiques climatiques comparables aux villes de Washington, D.C. ou encore Baltimore aux États-Unis même si ces dernières ont des étés encore plus chauds et étouffants.
La plaine est concernée par une humidité marquée tout au long de l'année avec des hivers froids et brumeux et des étés chauds voire très chauds et orageux.
Le milieu naturel ancien des forêts mixtes du bassin du Pô a été profondément transformé par l'agriculture et l'urbanisation bien que certaines zones humides fassent l'objet de mesures de protection.
Voici un aperçu des normales saisonnières de la ville de Crémone, en plein milieu de la plaine du Pô.
| Mois                              | jan. | fév. | mars | avril | mai  | juin | jui. | août | sep. | oct. | nov. | déc. | année |
| --------------------------------- | ---- | ---- | ---- | ----- | ---- | ---- | ---- | ---- | ---- | ---- | ---- | ---- | ----- |
| Température minimale moyenne (°C) | −0,4 | 0,4  | 4,1  | 8,1   | 12,5 | 17,1 | 19,6 | 19,5 | 15,1 | 10,8 | 5,5  | 0,6  | 9,4   |
| Température moyenne (°C)          | 2,8  | 4,6  | 9,2  | 13,4  | 17,9 | 22,7 | 25,1 | 24,6 | 19,6 | 14,4 | 8,6  | 3,5  | 13,9  |
| Température maximale moyenne (°C) | 6,9  | 9,4  | 14,4 | 18,4  | 23   | 27,8 | 30,3 | 29,7 | 24,4 | 18,6 | 12,2 | 7,2  | 18,5  |
| Précipitations (mm)               | 54   | 57   | 63   | 87    | 97   | 86   | 69   | 85   | 106  | 108  | 114  | 63   | 989   |

## L’origine de la plaine du Pô

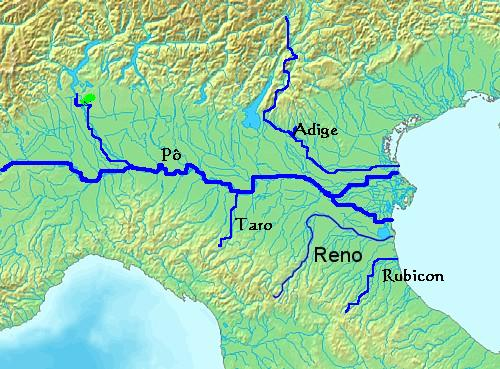
Hydrographie de la plaine du Pô, fleuves principaux.

La plaine du Pô occupe une bonne partie de l'Italie septentrionale, des Alpes occidentales à la mer Adriatique, elle a la forme d'un triangle d’une superficie de 46 000 km2 ; la longueur la plus grande avoisine les 400 km, la largeur moyenne varie de 80 à 120 km et augmente progressivement vers la mer, avec un front de 270 km. Presque au centre de la ligne côtière débute le delta du Pô. Les côtes sont basses et sablonneuses.
Le Pô, Bodinens en celte, Eridan en grec et Padus en latin, d’où dérive l'adjectif de la plaine padane traverse la plaine d’ouest en est.
Les cours d'eau en descendant des montagnes entraînaient d’énormes quantités d'alluvions. Ceux-ci se déposèrent et s'accumulèrent sur le fond de la mer, jusqu'à combler ce qui, 5 millions d’années auparavant, était un grand golfe de la mer Adriatique. Le Pô charrie plus de 10 300 m3 d’eau à la seconde en arrivant à Ferrare (début du delta du Pô). Le processus d'ensablement, lent mais inexorable, continue depuis des millions d'années.
Le delta du Pô (380 km2) continue d'avancer chaque année vers l'Adriatique, même si un tel processus est contrarié par la présence de barrages qui retiennent les alluvions des fleuves. Dans un temps lointain[Quand ?], il était recouvert de forêts dans sa partie plus humide (de la basse plaine) et de bruyères dans celle plus aride (haute plaine). Les limons et sédiments fluviaux accumulés depuis des millénaires ont rendu les terres très fertiles, avec la présence dans le sous-sol de la région de Ravenne, y compris au large des côtes, d’importantes nappes de gaz naturel (méthane découvert en 1949 par Enrico Mattei, puis du pétrole).
De fait, il constitue tout un ensemble avec : au nord-est, la plaine vénitienne, dite « plaine du Pô vénitien », d'origine alluviale créée par l'Adige ; au sud, la petite plaine romagnole, également d'origine alluviale, qui est due aux cours d'eau qui se jettent dans la mer Adriatique, à partir du Montone et les suivants en allant vers l’est.

## La haute et basse plaine
La plaine du Pô comprend deux zones aux caractéristiques différentes : la haute et la basse plaine.
Ces deux zones diffèrent nettement non seulement par l'altitude, mais aussi par la nature des sols, le régime des eaux et la végétation.
- La haute plaine, dite également « plaine sèche », s'étend au pied des Préalpes italiennes, du Piémont et des Apennins ; le sol est perméable, composé de sables et de graviers, et ne réussit pas à retenir l'eau pluviale. Celle-ci pénètre jusqu'à des dizaines de mètres de profondeur jusqu'à rencontrer une couche de roche imperméable. Sur les roches imperméables, l'eau glisse jusqu'au point où elle a la possibilité de remonter de la nappe phréatique, en donnant origine à des résurgences ou à des sources. Sources, qui grâce à la température constante (comprise entre 9 et 12 °C) des eaux, ont permis la diffusion sur les zones concernées de cultures particulières appelées noue (sols humides et gras cultivés en pâturages).

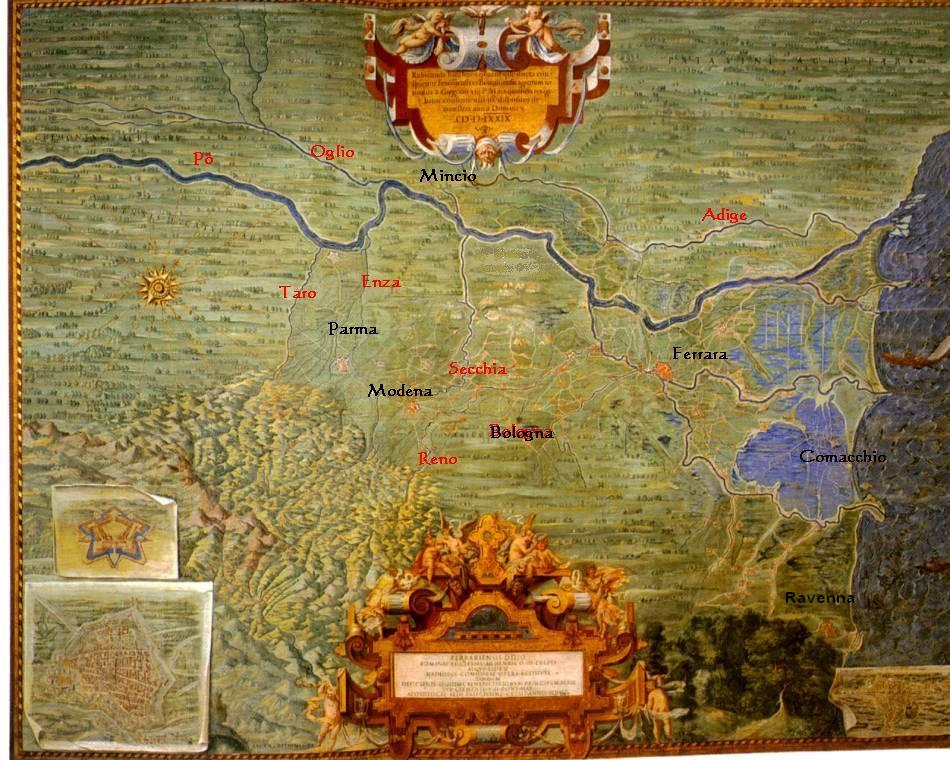
Carte de 1585 (musée du Vatican) - Delta du Pô et Romagne.

- Sur cette ligne des résurgences débute la basse plaine, dite irriguée. Celle-ci a par contre des sols formés de roches plus fines, des argiles habituellement, imperméables ou peu perméables, où les eaux stagnent formant des marais et marécages, c’est le delta du Pô.

Cette zone qui comprend les territoires de la Bassa padana et de la Bassa parmense s’étend depuis le Taro, dans la province de Parme, à l’ouest, jusqu’à la côte Adriatique à l'est, est limitée au nord par le Pô et l’Adige, au sud par les Apennins et représente la Romagne (partie de l’Émile-Romagne), ancienne contrée des États pontificaux jusqu’au Risorgimento.
Les débordements du Pô, des rivières et des torrents qui ravinent depuis les Apennins, ont rendu marécageux toute la zone, antiquement nommée Valle Padusa (de Padus, nom romain du Pô). Puis, peu à peu (en un million d’années), les alluvions et les sédiments ont comblé naturellement une partie en fertilisant les sols. Les Romains ont joué un rôle important dans l’assainissement des terres en créant la Via Emilia, en creusant des canaux de drainage et pratiquant la « centuriation » et les grands centres urbains de Forlimpopoli, Forlì, Imola, Reggio Emilia, Césène, Faenza et Fidenza.

### Traces de la centuriation romaine

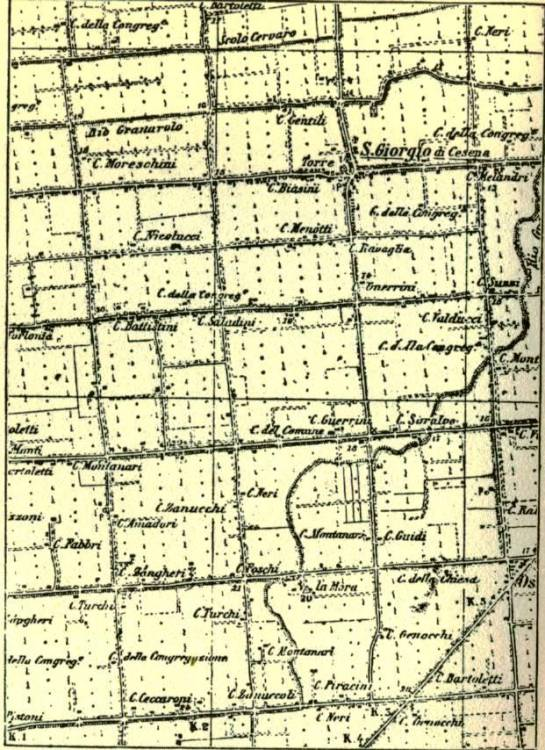
Délimitation des terres en centuries.

La centuriation romaine est une technique d'arpentage qui a été employée par les Romains en général pour affecter des terres à des colons. Conjointement, des travaux hydrauliques (construction de fossés) et de desserte (construction de routes et chemins d'accès) étaient réalisés.
Il est remarquable de constater que, plus de 2000 ans plus tard, ces formes perdurent, au moins en partie, dans le tracé des fossés, des haies et des routes actuels. Les réseaux de centuriation sont des vestiges archéologiques au même titre que d'autres restes bâtis ou inscriptions.
Le quadrillage réalisé par les arpenteurs romains s'affranchit des implantations et infrastructures préexistantes. La forme, générée à l'aide de l'instrument de mesure appelé groma, est basée sur des axes orthogonaux. Leur orientation est variable (en Romagne, le plus souvent 29°E par rapport au Nord géographique). Sur les lignes principales sont construites des routes bordées de fossés.
La carte ci-contre (IGM 1/25000 début XXe siècle) représente la division romaine de terres qui se situent entre les villes de Cervia et de Césène. Aujourd'hui, ces parcelles ont été fusionnées en propriétés plus importantes, mais les routes et les fossés existent toujours.
Informations sur l'arpentage romain sur le site Archeogeographie.org

## Influence des éléments

### Des eaux
- Influence des eaux du Pô : de Plaisance à Modène.
- Influence des cours du Reno : de Bologne à Imola.
- Influence des eaux du Lamone, Savio et Marecchia : d'Imola à Rimini.
- Influence des eaux chaudes de la mer Adriatique sur la Vénitie et l'Émilie-Romagne. L'influence du climat adriatique se fait sentir jusqu'en Autriche, au-delà du Brenner.

### Du climat
- Pluviométrie : 3 mètres d’eau par an dans les provinces voisines des Alpes (Piémont, Lombardie), contre 1 mètre par an en Romagne. Brume très intense au printemps et en automne sur tout le long du cours du Pô.
- Températures : en moyenne, 0 à 4 °C en janvier et 20 à 24 °C en juin, sauf sur les côtes où la température est plus élevée de 5 à 6 °C. En été (généralement après le 15 août), de violents orages avec chutes de grêle viennent perturber la situation, causant des dégâts très importants aux cultures.

### Topographie
Le niveau du sol et la pente influent sur l’écoulement des eaux dans les zones agricoles. Bologne, située à 60 km (à vol d'oiseau) de la mer, n'est qu'à 54 mètres d’altitude. Ferrare à 9 mètres, Ravenne à 4 mètres (aujourd’hui) et Comacchio à 1 mètre (en moyenne).

### Les principaux cours d'eau
- Le Pô a quelque 141 affluents dont les principaux sont :
  - Rive droite : Varaita, Maira, Tanaro, Scrivia, Curone, Staffora, Coppa, Scuropasso, Versa, Trebbia, Nure, Chiavenna, Arda, Taro, Parma, Enza, Crostolo, Tidone, Secchia, Panaro ;
  - Rive gauche : Pellice, Doire Ripaire, Stura di Lanzo, Doire Baltée, Sesia, Agogna, Terdoppio, Tessin, Olona, Lambro, Adda, Oglio, Mincio.
- Principaux fleuves des Alpes : Maggia, Adige, Piave, Meduna.
- Principaux fleuves des Apennins : Reno, Lamone, Montone, Ronco, Savio, Pisciatello, Rubicon, Uso, Marecchia.

### Les lacs et retenues d’eau
- Piémont : lac d'Orta (18,2 km2), de Viverone (6 km2), de Mergozzo (1,85 km2), de Candia (1,35 km2).
- Lombardie : lac Majeur (212 km2, prof. = 372 m), lac de Varèse (15 km2, prof. = 26 m), lac d'Idro (11 km2, prof. = 122 m), lac de Garde (370 km2, prof. = 346 m), lac de Côme (146 km2, prof. = 410 m) lac de Pusiano (5 km2, prof. = 14 m), lac d’Annone (5 km2, prof. = 11 m), lac d'Iseo (65,3 km2), lac de Lugano (48,7 km2, prof. = 288 m) partagé entre l'Italie et la Suisse.
- Émilie-Romagne : réserve d'eau de Ridracoli (Forli), lac de Quarto, le canal Émilien Romagnol apportant les eaux du Pô, sur 150 km, dans les zones agricoles s’étendant depuis la région de Ferrare jusqu’à Rimini (pluviométrie faible et nappes phréatiques devenues insuffisantes).
- Vénétie :

## Les villes
- Piémont : Turin, Stresa, Novare, Coni, Asti, Alexandrie, Biella, Verceil, Domodossola, Verbania, Arona
- Lombardie : Milan, Monza, Varèse, Côme, Lecco, Bergame, Brescia, Pavie, Crémone, Mantoue
- Vénétie : Venise, Padoue, Vérone, Vicenza, Trévise, Chioggia, Belluno, Cortina d’Ampezzo, Rovigo
- Émilie-Romagne : Bologne, Plaisance, Fidenza, Parme, Reggio d'Émilie, Modène, Carpi, Ferrare, Comacchio, Ravenne, Imola, Forlì, Césène, Cesenatico, Cervia, Rimini, Castrocaro Terme

## Industries
- Lourdes : fonderies et métallurgie à Milan, Bologne
- Mécaniques : toutes les capitales de région et de province.
- Artisanales : pratiquement dans toutes les villes de plus de 1000 habitants. C'est un artisanat, le plus souvent de type « familial », dans tous les domaines possibles.
- Automobile : Turin (Fiat, Autobianchi, Lancia, Pininfarina), Milan (Alfa Romeo), Modena (Ferrari à Maranello, Maserati, Pagani, De Tomaso), Bologne (Lamborghini à Sant'Agata Bolognese).
- Aéronautique : Turin (Alenia Aeronautica)
- Agroalimentaires : Travail du vin dans toutes les régions. Conserverie à Comacchio (pêche), Césène (légumes, fruits, plats cuisinés).
- Pêche : petits ports de pêche sur l'Adriatique, comme Rimini, Cesenatico, Cervia, Ravenne, Port Garibaldi, Chioggia, Venise, delta du Pô (pêche ancestrale de l'anguille dans les bras du fleuve)

## Énergie
- Gaz méthane : découvert en 1940 alors que l’Italie espérait trouver du pétrole, l’exploitation débute sous l’influence d'Enrico Mattei, avec une production annuelle de 14,6 milliards de mètres cubes.
- Pétrole : découvert et exploité à partir de 1949 à Cortemaggiore d’où le nom des premières stations « Supercortemaggiore », dans la région de Ravenne sur terre comme en mer. Pour une production annuelle de 3,42 millions de tonnes.
- Les raffineries de pétrole se situent dans la lagune de Venise, au nord de Ravenne.
- Centrales hydroélectriques : Longarone (Vénétie), 2 centrales sur l'Adda
- Centrales thermoélectriques : Cassano d'Adda (Lombardie), Porto Tolle (Vénétie)
- Centrales géothermiques :

## Agriculture

### Fourrages et élevage
- Lombardie :
- Émilie-Romagne : fourrage, élevage bovin, porcin (jambon de Parme), volaille

### Lait-fromage
En Lombardie, dans le Piémont, en Émilie-Romagne ; pour les plus grands producteurs, mais aussi sur tout le territoire pour des productions locales.
- Parmesan, Grana Padano, Gorgonzola, Mascarpone, Torta Mascarpone, Provolone piquant, Ricotta

### Céréales
- Piémont : riz, betteraves à sucre, maïs, pommes de terre
- Lombardie : maïs, soja, blé
- Émilie-Romagne : Maïs, soja, betteraves à sucre, blé, orge, avoine

### Fruits
- Lombardie : poires, melons
- Émilie-Romagne : pommes, poires, pêches, prunes, kiwis, fraises, melons, pastèques

### Légumes
- Émilie-Romagne : tomates, salades, aubergines, oignons, courgettes

### Vignes
- Piémont : Asti, Barolo, Barbaresco, Nebbiolo, Barbera, Moscato, Gattinara, Ghemme, Brachetto, Gavi, Roero, Dogliani
- Lombardie : Valpolicella, Moscato, Batticino, Celletica, Oltrepo Pavese, San Colombano, Valcalepéo, Franciacorta
- Vénétie : Moscato, Bardolino, Recioto di Soave
- Émilie-Romagne : Sangiovese, Albana, Trebbiano, Lambrusco, Moscato, Cagnina, Pignoletto

### Rizières

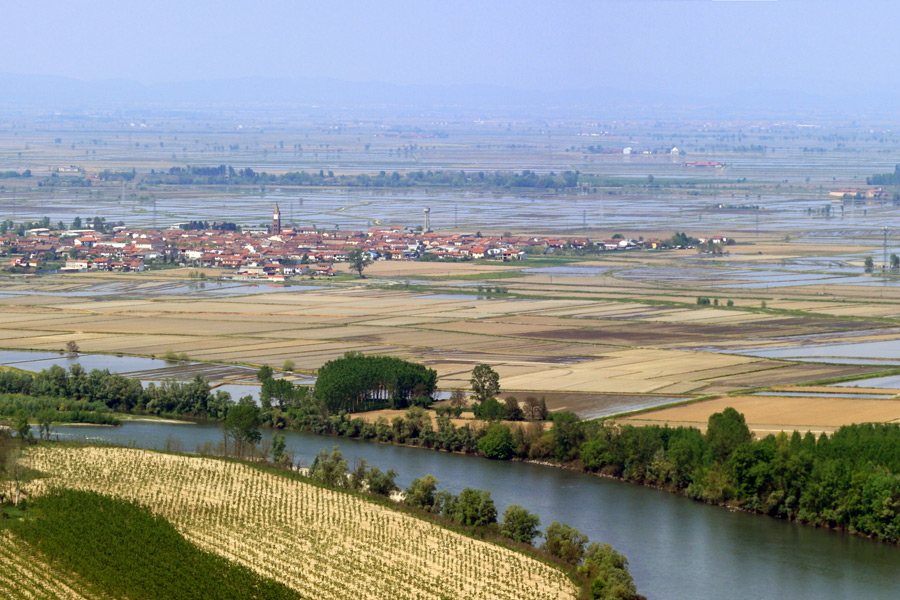
Panorama du Pô et les rizières du Piémont.

Situées principalement dans la région du Piémont et in province de Pavie, les rizières couvrent la majorité des surfaces cultivables. L’agencement des rizières, dessinée par Léonard de Vinci, permet une exploitation intensive du riz avec quelque 5 000 producteurs de riz sur 120 000 hectares et une production annuelle de 600 000 tonnes, soit 30 % de la production européenne. Le voyageur qui traverse la région par l’autoroute de Novare à Gênes ou Turin-Savone, pourra constater l’étendue de ces cultures.

## Transport

### Réseau routier
Plus de 3 000 kilomètres d’autoroutes, dont certaines à deux fois quatre voies (Milan-Bergame, Modène-Bologne). Les plus anciennes, construites avant guerre par Mussolini, reliaient Milan au lac Majeur (60 km à Sesto Calende), aux lacs de Côme et de Garde pour des besoins de prestige politique de Mussolini et pour joindre entre eux les grands centres industriels de Milan, Bologne, Turin, Venise, Trieste. Puis pour répondre au trafic croissant dû au tourisme, le réseau s’est développé dans tous les sens. Développement par des entreprises privées, pour les autoroutes payantes, et par l’État pour les autoroutes gratuites.
- les radiales au départ de Milan vers : Turin (120 km), Gênes (120 km), Venise (253 km), Rimini (322 km), Chiasso (frontière suisse, 53 km), Aoste (Mont-Blanc ou Grand-Saint-Bernard, 180 km), Domodossola (Simplon, 112 km).
- les transversales : Bologne-Venise (137 km), Bologne-Padoue (117 km), Bologne-Vérone (132 km), Bologne-Florence (85 km), Vérone le Brenner (220 km), Brescia-Plaisance (72 km), Parme-La Spezia (100 km), Plaisance-Turin (193 km), Turin-Savone (165 km).

### Transport aérien
- Transports internationaux : Malpensa et Linate à Milan, Orio al Serio (Bergame), Montichiari (Brescia), Marco Polo (Venise), Bergame, Borgo Panigale (Bologne), Forli (délestage de Bologne), Verdi (Parme), Treviso-Sant'Angelo (Trévise), Miramare/Saint-Marin (Rimini), Turin-Caselle, Vérone-Villafranca, Mestre-Venise.
- Petits aéroports de tourisme : Vicenza, Padoue, Vérone, Crémone, Parme, Reggio-Emilia, Ferrare, Forli, Côme (hydravion), Turin.

### Voies ferrées
Les voies ferrées suivent pratiquement les mêmes parcours que les autoroutes.
- les Lignes à Hautes vitesses (TAV) :

L'Italie développe un réseau de train à grande vitesse reliant les principales villes du pays. les lignes forment une sorte de « T » reliant les villes de Turin - Milan - Venise et Milan - Bologne - Florence - Rome - Naples. La ligne Milan-Gênes est en phase d'études définitives.
Le tunnel du Fréjus, actuellement en construction, devrait relier Lyon à Turin d'ici 2016 et permettra un désenclavement de l'Italie au reste du réseau européen à grande vitesse.
- les grandes lignes : de Milan vers la France par le Simplon ou le Gothard (train Bâle-Milan), Milan-Rome via Florence, Milan-Trieste via Venise, Milan-Bari via Ancône, Bologne et Rimini, Milan vers l’Autriche via le Brenner, Milan vers la Slovénie via Gorizia.
- les lignes régionales : toutes les transversales possibles entre villes de grande et moyenne importance.

### Transports maritimes
- Ports de Venise, Ravenne, Rimini sur la côte adriatique.

### Transport fluvial
- Un temps le Pô était la plus importante voie de communication entre l'Adriatique et le Nord-ouest du pays. Depuis l’antiquité on rejoignait le cœur de la Lombardie, emportant les personnes et les marchandises. Au fil du temps, le trafic s’intensifia, intéressant également le Tessin, le Mincio, l'Adda et tout le réseau de canaux artificiels construits entre le Moyen Âge et aujourd'hui.

- Actuellement le Pô est navigable sur 389 km depuis le débouché du Tessin jusqu'à la mer. Il existe des services actifs de navigation commerciale de Crémone à la mer (292 km).

## Écologie
La plaine du Pô est une des régions les plus densément peuplées d'Europe. Les trois-quarts de l'activité économique de l'Italie s'y sont développés avec les conséquences que cela implique pour l'environnement.
Il y a notamment les problèmes posés par les eaux du Pô et de ses affluents, chargés de la pollution urbaine et de la pollution issue de l’agriculture (nitrate, lisier…). Ces pollutions, en arrivant dans le delta du Pô, favorisent le développement d’algues (algues brunes).
1986, l'année de l'algue brune fut un coup terrible pour l'environnement et l'économie touristique de la côte Adriatique, de Venise à Ancône. Depuis cette catastrophe, les autorités ont drastiquement réduit l'utilisation des pesticides et autres produits chimiques, et les nouvelles normes environnementales européennes pour l'industrie ont réduit les effets catastrophiques.
Problèmes également dans les grands ports maritimes comme Ravenne ou Venise, où la raffinerie de Mestre joue un grand rôle dans la pollution et l'envasement de la lagune.
Le parc naturel du Pô est le seul en Europe à protéger dans son intégralité et sur toute sa longueur un fleuve de cette taille. Les affluents les plus importants, par exemple le Tessin, sont eux aussi inclus dans ce parc. Le reboisement des berges et la destruction des digues permettent au fleuve de se développer naturellement et d'abriter aujourd'hui une faune très variée.

## Pollution
La plaine du Pô est très exposée à la pollution. Des villes comme Milan, Turin et Padoue affichent des taux de pollution de l'air bien supérieurs aux taux européens autorisés.
La plaine du Pô est considérée la pire région d'Europe pour la qualité de l'air. En mars 2019, l'Agence spatiale européenne (ESA) a publié des images prises à partir de leurs satellites. Ces images montrent une grande tache, faite de dioxyde d'azote et de particules fines, située au-dessus de la région de la plaine du Pô, qui comprend la ville de Milan, Turin et Bologne. Milan et Turin partagent des niveaux élevés d'ozone et d'oxydes d'azote, qui sont principalement produits par les moteurs diesel et essence des voitures. La grande tache analysée par l'ESA est la principale raison pour laquelle les niveaux de pollution de l'air dans la plaine du Pô sont si élevés qu'il est aujourd'hui considéré comme la pire région d'Europe pour la qualité de l'air. Pour faire la lumière sur le danger pour les humains de vivre dans des environnements pollués, le Chicago Energy Policy Institute a récemment développé l'Air Quality Life Index (AQLI), un système capable d'analyser la pollution de l'air dans le monde entier. Selon les résultats de l'AQLI, la pollution de l'air dans la vallée du Pô affecte si durement les habitants qu'elle coupe environ une demi-année de leur espérance de vie. Les principales raisons pour lesquelles il y a une grande tache de pollution atmosphérique dans la plaine du Pô sont strictement liées au bétail et aux usines. Les soi-disant « engrais NPK », composés d'azote, de phosphore et de potassium, ainsi que les émissions de fumier provenant de l'élevage intensif et les niveaux élevés de dioxyde d'azote libéré par les moteurs diesel et essence sont tous responsables de cette condition d'air désastreuse dans le nord de l'Italie. La région de Lombardie produit également de grandes quantités de déchets animaux, un grand contributeur à la pollution. Elle fournit plus de 40 pour cent de la production laitière italienne, par exemple, tandis que plus de la moitié de la production porcine italienne est située dans la vallée du Pô.
Selon une étude publiée dans The Lancet Planetary Health en janvier 2021, qui estime le taux de mortalité associé à la pollution par les particules fines (PM2,5) et le dioxyde d'azote (NO2) dans 1000 villes européennes, Brescia et Bergame en Lombardie ont le taux de mortalité par particules fines (PM2,5) le plus élevé d'Europe. Vicenza (Vénétie) et Saronno (Lombardie) occupent respectivement la quatrième et la huitième place dans un top dix sur dix villes. Turin et Milan sont également en tête du classement européen - respectivement 3e et 5e - en termes de mortalité accrue due au dioxyde d'azote, un gaz qui provient principalement du trafic et en particulier des véhicules diesel, tandis que Vérone, Trévise, Padoue, Côme et Venise se classe respectivement onzième, quatorzième, quinzième, dix-septième et vingt-troisième.
Les données montrent que de nombreuses villes de la vallée du Pô subissent l'impact le plus grave au niveau européen en raison de la mauvaise qualité de l'air, tout d'abord la zone métropolitaine de Milan, treizième du classement en termes d'impact des particules fines, où chaque année 3 967 décès prématurés - environ 9 % du total.

## Tourisme et Sports

### Côte Adriatique
Plages larges de sable fin, surtout dans la zone Rimini à Ravenne avec peu de fond (1 mètre d’eau à 50 mètres du rivage). Plages plus étroites et sable plus grossier dans la zone Ravenne à Venise.
- Rimini, Cesenatico, Cervia, Ravenne, Comacchio, Lido de Venise, Lido di Jesolo, Bibione.

### À l’intérieur
- Tous les lacs, grands et petits, et les villes qui les bordent : Orta, îles Boromées, Stresa, Arona, Verbania, Varèse, Côme, Sirmione,
- Toutes villes grandes et moyennes : Turin, Suse, Milan (le Dôme), Pavie, Bergame, Brescia, Vérone, Padoue, Venise, Ferrare, Comacchio, Ravenne, Bologne, Imola, Forli, Césène, Rimini (et Saint-Marin (RSM), San Leo de la région voisine des Marches).

### Sports
- Jeux olympiques : Turin (Jeux olympiques d'hiver 2006) ;
- Automobile : le circuit de Monza (site du Grand Prix d'Italie de Formule 1), et le circuit d'Imola (site du Grand Prix de Saint-Marin jusqu'en 2006) ;
- Football : Milan (AC, Inter), Césène, Turin (Torino FC et Juventus).